# Kasteel van Sclassin

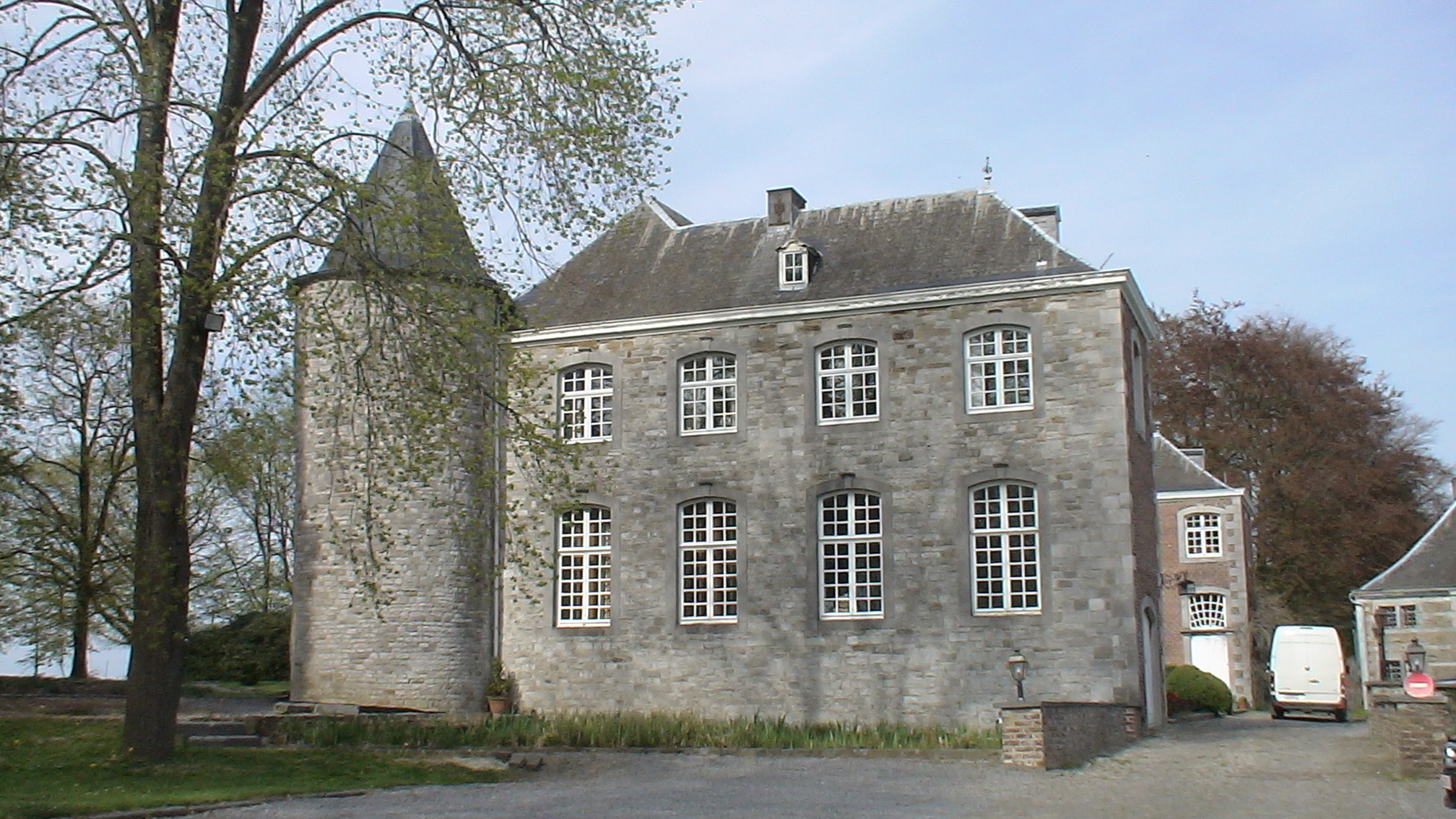
Kasteel van Sclassin (2010)

Het Kasteel van Sclassin (Château de Sclassin of Château de Thier) is een kasteel in de tot de Belgische gemeente Pepinster behorende plaats Soiron, gelegen aan Sous le Château, dat tot de deelgemeente Wegnez wordt gerekend.
Het kasteel werd gebouwd in 1587 in opdracht van Christian de Woestenraedt en zijn vrouw, Marie de Haultepenne die vrouwe was van Sclassin (een gehucht van de Luxemburgse plaats Haut-Fays. Muurankers op de gevel aan het voorplein geven dit jaartal weer, en op het fronton zijn de wapenschilden van beide geslachten te vinden.
Het kasteel onderging in de loop der eeuwen diverse verbouwingen. Zo werd de omgrachting deels gedempt en werd de ophaalbrug door een stenen brug vervangen. Twee torens verdwenen, maar twee ronde torens ter weerszijden aan de achterkant van de gevel bleven bestaan. Op 4 november 1976 werd het kasteel geklasserd als monument.
Ten zuidoosten van het kasteel ligt de kasteelboerderij. De oudste delen daarvan stammen uit de 17e en 18e eeuw.
Felix von Schumacher (1856-1916), een Zwitsers ingenieur en politicus, werd in dit kasteel geboren.

## Eigenaars
Einde maart 1751 drong een troep soldaten Soiron binnen en de toenmalige eigenaar, Christian de Woestenraedt, verdedigde zijn kasteel, maar werd daarbij zo ernstig gewond dat hij enkele dagen later overleed. Hij werd begraven in de kerk van Soiron, waar zijn graf nog steeds is te vinden.
De laatste graaf van Woestenraedt stierf in 1789 te Wenen, waarop het kasteel verkocht werd aan de familie David, daarna aan de familie Neuville, die het aan diverse particulieren verhuurde en uiteindelijk ook aan een Franse kloosterorde. Hierna kwam het aan ridder Spirlet-Neuville, daarna aan de industrieel Léon Duesberg, welke het liet restaureren. Uiteindelijk kwam het kasteel aan André d'Oultremont.